# Воке
Во́ке (лит. Vokė; устар.: Вакка, Вака) — река в Вильнюсском уезде на востоке Литвы. Левый приток реки Нярис. Течёт по территории Вильнюсского района, Вильнюсского городского самоуправления, Тракайского района и Шальчининкского района.
Длина Воке составляет 36 км. Площадь водосборного бассейна — 573 км². Средний уклон — 1,47 м/км. Средний расход воды в устье — 8,58 м³/с.
Воке вытекает из озера Папис на высоте 130 м над уровнем моря, в 5 км к северо-востоку от города Балтойи-Воке. От истока течёт на северо-восток, после населённого пункта Мяляконис поворачивает на северо-запад. Впадает в Нярис в 140,9 км от его устья, на высоте 77 м над уровнем моря, в пределах территории города Григишкес.
Притоки: Крямпе (левый; лит. Krempė), Асдре (левый; лит. Asdrė), Рудамина (правый; лит. Rudamina).
На реке сооружено русловое водохранилище Мурине-Воке.